# Eleição municipal de Santo André em 2000
A eleição municipal de Santo André em 2000 foi realizada em turno único no dia 1.º de outubro de 2000, com o objetivo de eleger um prefeito, um vice-prefeito e 21 vereadores que seriam responsáveis pela administração da cidade paulista de 1.º de janeiro de 2001 até 31 de dezembro de 2004. O titular do executivo municipal era Celso Augusto Daniel, do Partido dos Trabalhadores (PT) e que concorreu à reeleição e obteve êxito, com 70,12% dos votos válidos ainda no primeiro turno.
Celso Daniel tinha como candidato a vice-prefeito em sua chapa mais uma vez o ex-metalúrgico João Avamileno, também do Partido dos Trabalhadores que em 1992 fora eleito para seu primeiro cargo, de vereador do município de Santo André e que, em 1996, foi eleito vice-prefeito em sua chapa.

## Controvérsias

### Candidatura de Celso Russomanno
Em segundo lugar esteve o então Deputado Federal Celso Russomanno, candidato pelo Partido Progressista Brasileiro, que obteve 22,44% dos votos válidos. A candidatura de Russomano havia sido cassada em 28 de setembro de 2000 pelo fato dele não ter conseguido comprovar para o TRE-SP que Santo André era de fato seu domicílio eleitoral e que residia de fato na cidade.
Pela legislação eleitoral vigente à época, candidatos devem comprovar que residem no município há pelo menos três meses antes do pleito e, no caso de Russomano, as contas de luz dos meses referidos, da Eletropaulo, então fornecedora de Luz alegaram que houve 0 Kwh de consumo no apartamento que o mesmo havia referido ter alugado ainda em 1999 na cidade, e que residia no mesmo.
Ainda antes da realização do primeiro turno das eleições, em 19 de agosto de 2000 a candidatura de Russomano sofre a primeira sansão por parte do judiciário, o candidato do PPB fora proibido de participar do horário eleitoral gratuito devido a ações movidas pelos diretórios do Partido Socialista Brasileiro, que apoiava a candidatura de Élcio Riva (PPS) e do Partido dos Trabalhadores, partido do candidato a reeleição Celso Daniel em função do Deputado não ter comprovado domicílio eleitoral no município

## Candidatos
| N° | Prefeito     | Prefeito                                    | Prefeito | Prefeito                                                                                        | Vice-prefeito | Vice-prefeito | Vice-prefeito                             | Vice-prefeito | Vice-prefeito                                                                    | Coligação Partido(s)                                                              | Ref.        |
| N° | Candidato(a) | Candidato(a)                                | Partido  | Cargos relevantes                                                                               | Candidato(a)  | Candidato(a)  | Candidato(a)                              | Partido       | Cargos relevantes                                                                | Coligação Partido(s)                                                              | Ref.        |
| -- | ------------ | ------------------------------------------- | -------- | ----------------------------------------------------------------------------------------------- | ------------- | ------------- | ----------------------------------------- | ------------- | -------------------------------------------------------------------------------- | --------------------------------------------------------------------------------- | ----------- |
| 11 |              | Celso Russomanno Celso Ubirajara Russomanno | PPB      | - Deputado Federal por São Paulo (1995-2000) - Repórter do Jornal Aqui Agora veiculado pelo SBT |               |               | Benino Paino Benino Paino Pain            | PTB           | - Vereador de Santo André (1983-1988)                                            | Bom para Ambas as Partes (PPB, PTB, PTN, PRP, PAN, PFL, PL, PSL, PSD)             | [ 4 ]       |
| 13 |              | Celso Daniel Celso Augusto Daniel           | PT       | - Prefeito de Santo André (1989-1992) (1997-2000) - Deputado Federal por São Paulo (1995-1996)  |               |               | João Avamileno                            | PT            | - Vereador de Santo André (1993-1996) - Vice-prefeito de Santo André (1997-2000) | De novo, o melhor para Santo André (PT, PCdoB, PDT, PMDB, PST, PMN, PV, PCB, PHS) | [ 5 ] [ 6 ] |
| 16 |              | Jaime de Almeida Jaime Alves de Almeida     | PSTU     |                                                                                                 |               |               | Beneal de Brito Beneal Fermino de Brito   | PSTU          |                                                                                  | Partido Isolado                                                                   | [ 6 ]       |
| 23 |              | Élcio Riva                                  | PPS      |                                                                                                 |               |               | Anderson Alves Anderson de Oliveira Alves | PSB           |                                                                                  | Santo André, O Futuro é Agora (PPS, PSB, PSDC)                                    | [ 7 ]       |
| 45 |              | Sílvio Pina Silvio Tadeu Pina               | PSDB     |                                                                                                 |               |               | Sérgio Adelmo Sérgio Adelmo Lucio         | PSDB          |                                                                                  | Partido Isolado                                                                   | [ 8 ]       |

## Pesquisas
| Instituto      | Ref.          | Fonte: Se a eleição para prefeito de Santo André fosse hoje e os candidatos fossem estes, em quem você votaria? | Fonte: Se a eleição para prefeito de Santo André fosse hoje e os candidatos fossem estes, em quem você votaria? | Fonte: Se a eleição para prefeito de Santo André fosse hoje e os candidatos fossem estes, em quem você votaria? | Fonte: Se a eleição para prefeito de Santo André fosse hoje e os candidatos fossem estes, em quem você votaria? | Fonte: Se a eleição para prefeito de Santo André fosse hoje e os candidatos fossem estes, em quem você votaria? | Fonte: Se a eleição para prefeito de Santo André fosse hoje e os candidatos fossem estes, em quem você votaria? | Fonte: Se a eleição para prefeito de Santo André fosse hoje e os candidatos fossem estes, em quem você votaria? | Fonte: Se a eleição para prefeito de Santo André fosse hoje e os candidatos fossem estes, em quem você votaria? | Fonte: Se a eleição para prefeito de Santo André fosse hoje e os candidatos fossem estes, em quem você votaria? |     |    |    |    |     |     |
| Instituto      | Ref.          | Data(s) conduzidas                                                                                              | Amostragem | Daniel PT | Russomanno PPB                                                                                                  | Riva PPS | Pina PSDB | Jaime PSTU | Indec. Abst. | Vantagem |     |    |    |    |     |     |
| -------------- | ------------- | --- | --- | --- | --- | --- | --- | --- | --- | --- | --- | -- | -- | -- | --- | --- |
| Instituto      | Ref.          | Data(s) conduzidas                                                                                              | Amostragem | Datafolha | [ 9 ] | 9 de agosto | Não Apresenta                                                                                                   | 66% | Indec. Abst. | Vantagem | 14% | 1% | 0% | 1% | 18% | 66% |
| 30 de agosto   | Não Apresenta | 60% | 19% | Datafolha | [ 9 ] | 2% | 2% | 0% | 17% | 60% |     |    |    |    |     |     |
| 13 de setembro | Não Apresenta | 63% | 16% | Datafolha | [ 9 ] | 2% | 2% | 1% | 16% | 63% |     |    |    |    |     |     |
| 19 de setembro | Não Apresenta | 63% | 17% | Datafolha | [ 9 ] | 1% | 1% | 1% | 16% | 63% |     |    |    |    |     |     |
| 29 de setembro | Não Apresenta | 59% | 23% | Datafolha | [ 9 ] | 2% | 1% | 1% | 14% | 59% |     |    |    |    |     |     |

## Resultado da eleição para prefeito
| Candidato               | Vice                    | 1.º Turno 1.º de outubro de 2000 | 1.º Turno 1.º de outubro de 2000 |
| Candidato               | Vice                    | Votação                          | Votação                          |
| Candidato               | Vice                    | Total                            | %                                |
| ----------------------- | ----------------------- | -------------------------------- | -------------------------------- |
| Celso Daniel (PT)       | João Avamileno (PT)     | 250.506                          | 70,12%                           |
| Celso Russomanno (PPB)  | Benino Paino (PTB)      | 80.148                           | 22,44%                           |
| Sílvio Pina (PSDB)      | Sérgio Adelmo (PSDB)    | 14.293                           | 4,00%                            |
| Élcio Riva (PPS)        | Anderson Alves (PSB)    | 10.745                           | 3,01%                            |
| Jaime de Almeida (PSTU) | Beneal de Brito (PSTU)  | 1.524                            | 0,43%                            |
| Total de votos válidos  | Total de votos válidos  | 357.216                          | 100,00%                          |
| Votos apurados          |                         |                                  |                                  |
| Votos válidos           | Votos válidos           | 357.216                          | 85,92%                           |
| Votos em branco         | Votos em branco         | 24.751                           | 5,95%                            |
| Votos nulos             | Votos nulos             | 33.813                           | 8,13%                            |
| Total de votos apurados | Total de votos apurados | 415.780                          | 100,00%                          |
| Eleitores               |                         |                                  |                                  |
| Comparecimento          | Comparecimento          | 415.780                          | 85,17%                           |
| Abstenções              | Abstenções              | 72.422                           | 14,83%                           |
| Total de eleitores      | Total de eleitores      | 488.202                          | 100,00%                          |

## Câmara de Vereadores
Para o quadriênio 2001-2004, foram eleitos 19 vereadores.
| Vereadores eleitos em Santo André - 2000 | Vereadores eleitos em Santo André - 2000 | Vereadores eleitos em Santo André - 2000 | Vereadores eleitos em Santo André - 2000 | Vereadores eleitos em Santo André - 2000 |
| Candidato (a)                            | Partido                                  | Coligação                                | Votação                                  | Votação                                  |
| Candidato (a)                            | Partido                                  | Coligação                                | Votos                                    | %                                        |
| ---------------------------------------- | ---------------------------------------- | ---------------------------------------- | ---------------------------------------- | ---------------------------------------- |
| Geraldo Aparecido Juliano                | PMDB                                     | PMDB, PST                                | 9.168                                    | 2,49%                                    |
| Klinger Souza                            | PT                                       | PT, PCdoB                                | 9.092                                    | 2,47%                                    |
| José Dilson de Carvalho                  | PDT                                      | PDT, PMN                                 | 8.432                                    | 2,29%                                    |
| Elias Ferreira                           | PTB                                      | PPB, PTB, PTN, PRP                       | 7.849                                    | 2,13%                                    |
| Luiz Zacarias                            | PTB                                      | PPB, PTB, PTN, PRP                       | 7.138                                    | 1,94%                                    |
| Heleni Paiva                             | PT                                       | PT, PCdoB                                | 6.455                                    | 1,75%                                    |
| Ricardo Alvarez                          | PT                                       | PT, PCdoB                                | 5.846                                    | 1,59%                                    |
| Ivete Garcia                             | PT                                       | PT, PCdoB                                | 5.294                                    | 1,44%                                    |
| Antônio Leite da Silva                   | PT                                       | PT, PCdoB                                | 5.221                                    | 1,42%                                    |
| José Raulino                             | PT                                       | PT, PCdoB                                | 4.865                                    | 1,32%                                    |
| João Carlos Raposo                       | PSDB                                     | Partido Isolado                          | 4.652                                    | 1,26%                                    |
| Osvaldo Vieira                           | PMDB                                     | PMDB, PST                                | 4.513                                    | 1,23%                                    |
| Carlos Augusto Alves                     | PT                                       | PT, PCdoB                                | 4.491                                    | 1,22%                                    |
| Jurandir Gallo                           | PT                                       | PT, PCdoB                                | 4.334                                    | 1,18%                                    |
| Maria Ferreira de Souza                  | PT                                       | PT, PCdoB                                | 3.943                                    | 1,07%                                    |
| Israel Santana                           | PFL                                      | PL, PFL, PSD                             | 3.929                                    | 1,07%                                    |
| Dinah Zekcer                             | PTB                                      | PPB, PTB, PTN, PRP                       | 3.877                                    | 1,05%                                    |
| Fernando Buissa                          | PFL                                      | PL, PFL, PSD                             | 2.905                                    | 0,79%                                    |
| Donizete Aparecido Ferreira              | PDT                                      | PDT, PMN                                 | 2.048                                    | 0,56%                                    |

| Legenda | Legenda      |
| ------- | ------------ |
|         | Reeleito (a) |